# Voorkopstruikdwergspin
De voorkopstruikdwergspin (Entelecara acuminata) is een spinnensoort in de taxonomische indeling van de hangmatspinnen (Linyphiidae).
Het dier komt uit het geslacht Entelecara. Entelecara acuminata werd in 1834 beschreven door Wider.